# Ismet
Ismet je moško osebno ime.

## Izvor imena
Ismet je muslimansko ime, ki izhaja iz turškega imena Ismet, to pa razlagajo iz arabske besede 'ismät v pomenih »čuvanje, zaščita; nedolžnost; poštenje; vrlina«  

## Različice imena
- moški obliki imena: Isma, Ismo
- ženska oblika imena: Ismeta

## Pogostost imena
Po podatkih Statističnega urada Republike Slovenije je bilo na dan 31. decembra 2007 v Sloveniji število moških oseb z imenom Ismet: 644. Med vsemi moškimi imeni pa je ime Ismet po pogostosti uporabe uvrščeno na 211. mesto.